# Кавалерія США

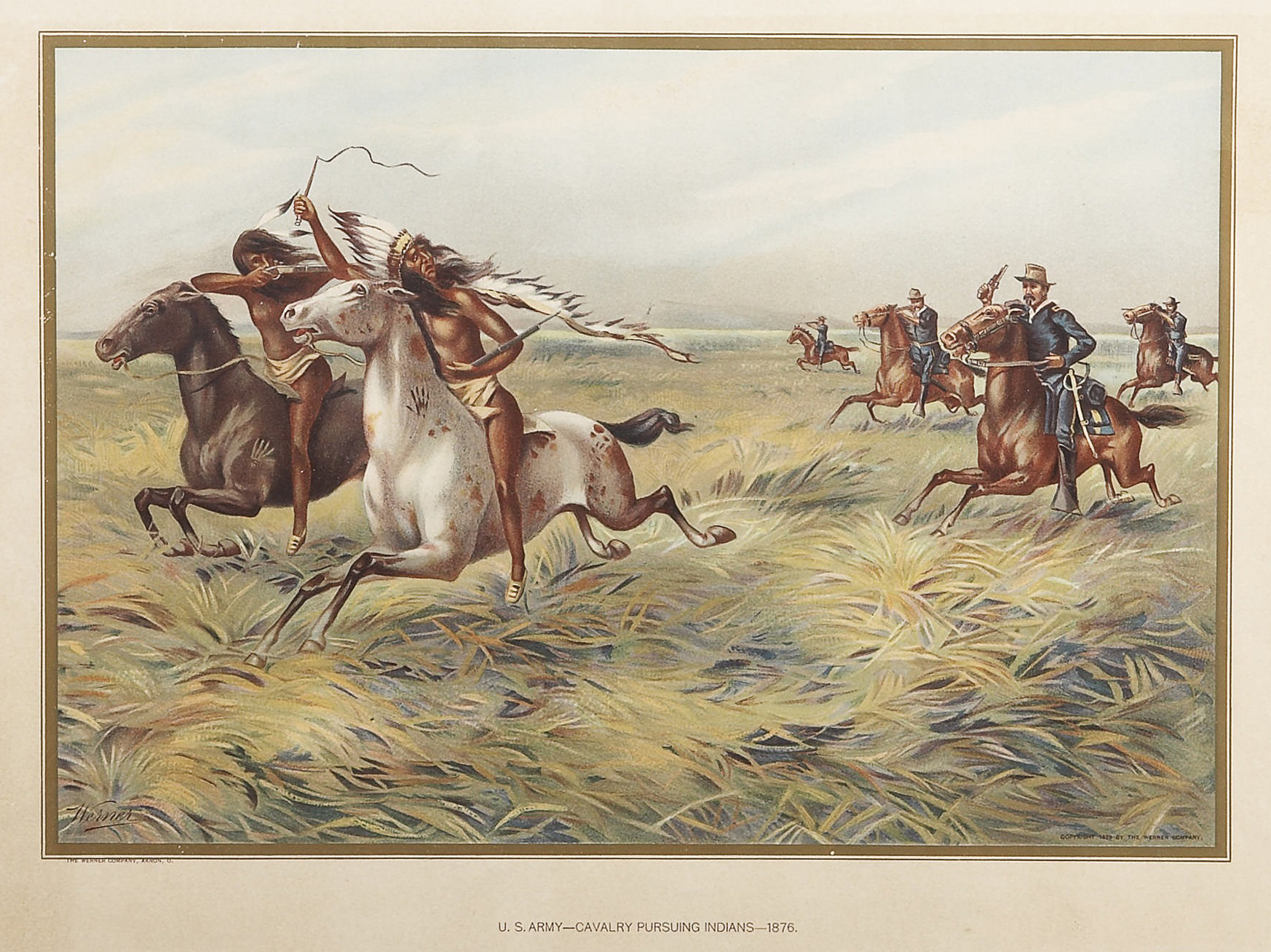
Американські кавалеристи середини 19 століття (праворуч)

Кавалерія США — колишній рід військ армії Сполучених Штатів Америки, вперше створений у 1775 році у ході Американських революційних воєн. Цей рід військ, разом з артилерією і піхотою, раніше вважався одним із «класичних» родів військ (що визначаються, як ті роди військ армії, основним призначенням яких є вступ і ведення загальновійськового бою із силами противника). Офіційно кавалерія армії США була створена актом Конгресу від 3 серпня 1861 року та припинила свою діяльність як окремий рід військ американської армії в 1942 році. Назва «кавалерія» продовжує використовуватися як позначення різних конкретних формувань і функцій армії Сполучених Штатів.
Починаючи з проголошення Декларації про незалежність Сполучених Штатів і війни за незалежність США, США постійно створювали кінні формування, коли виникали надзвичайні ситуації, й їх розформовували, щойно небезпека минала. У 1833 році Конгрес створив 1-й драгунський полк США, а потім 2-й драгунський полк США та кінних стрільців США 1836 і 1846 рр. відповідно. Законом 1861 року два драгунські полки, один полк кінних стрільців і два полки кавалерії армії США вперше було об'єднано в єдиний рід військ.
Безпосередньо перед Другою світовою війною (1941—1945) кавалерія США почала трансформацію у механізовані війська, оснащені сучасними моторизованими засобами дії на полі бою. Під час Другої світової війни кавалерійські частини армії діяли як кінні, механізовані або піхотні формування. Остання кавалерійська атака кавалерійського підрозділу США відбулася на півострові Батаан на Філіппінах на початку 1942 року. 16 січня 1942 року 26-й кавалерійський полк об'єднаних філіппінських скаутів здійснив атаку верхи проти частин Імператорської армії Японії біля села Моронг.

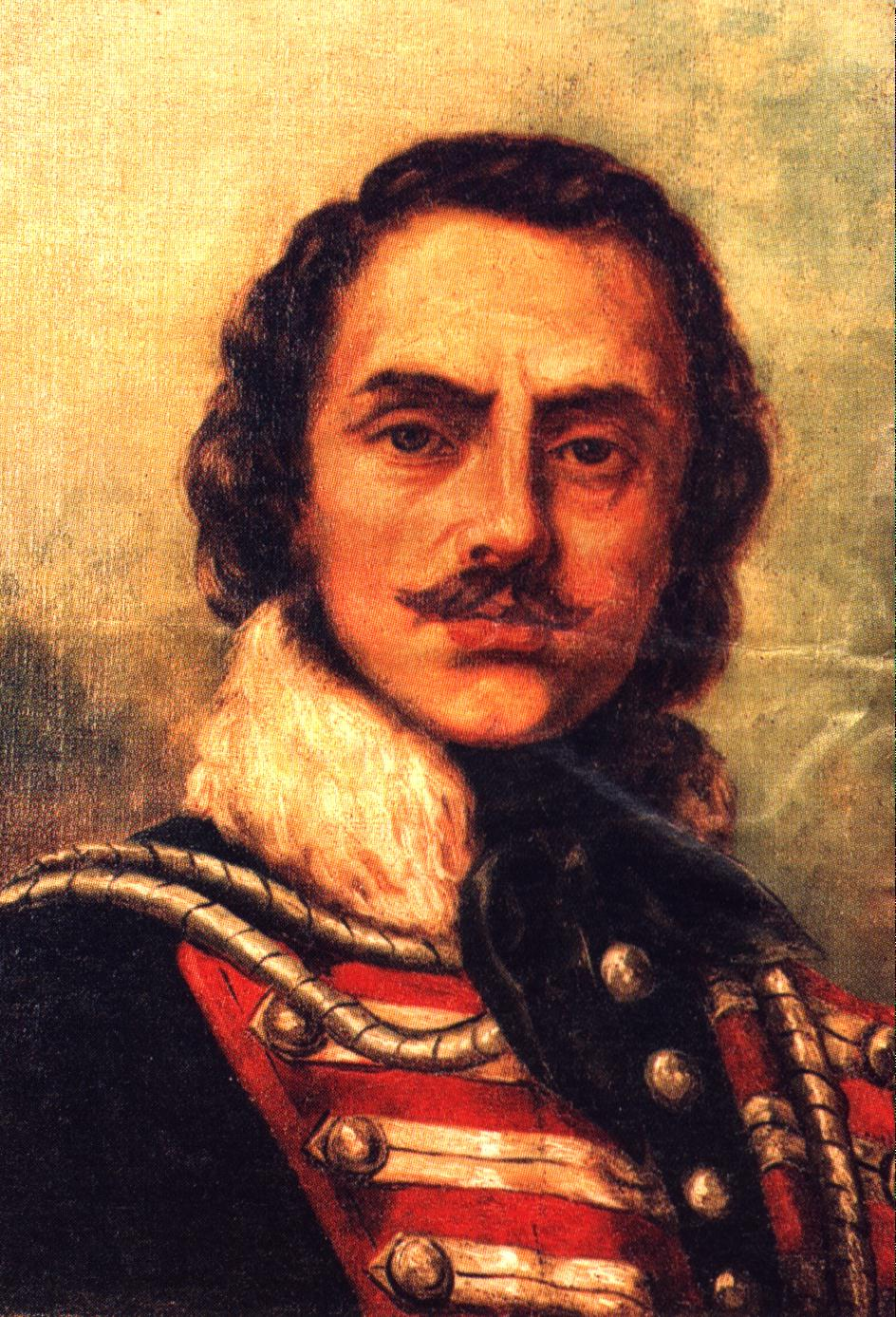
Польський шляхтич і військовий Казимир Пуласький був одним із засновників і «батьків американської кавалерії».

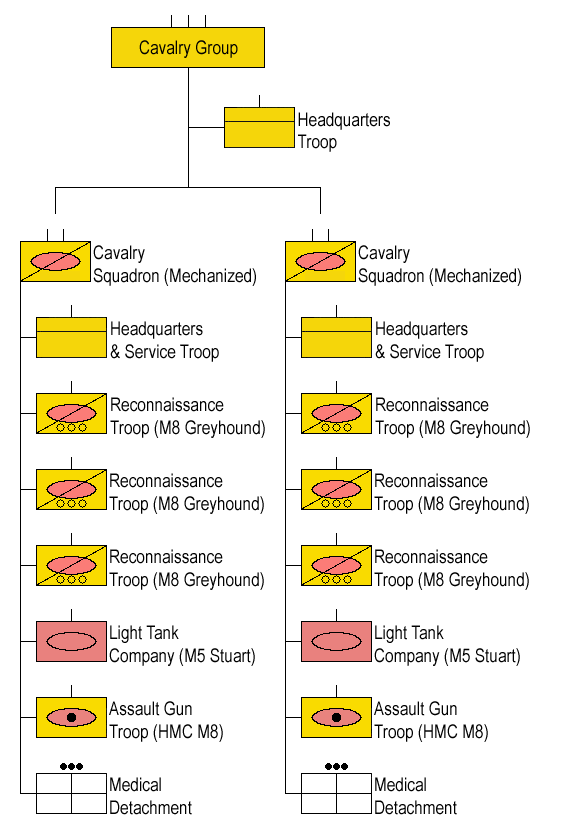
Структура механізованої кавалерійської групи армії США, 1944–1945

У березні 1942 року Військове міністерство США ліквідувало посаду начальника кавалерії та фактично скасувало кавалерію як окремий рід військ. Назва «кавалерія» символічно перейшла до армійської бронетанкової гілки як частина Закону про реорганізацію армії 1950 року. Під час війни у В'єтнамі американська армія інтенсивно використовувала вертольоти і операції за участю формувань, що використовували вертольоти, іменувалися як аеромобільні чи десантно-штурмові з позначенням їх як повітряна кавалерія, тоді як механізовані кавалерійські підрозділи носили позначення бронетанкова кавалерія.
Термін «кавалерія» все ще використовується в армії США для позначення умовних «кінних» (наземних і авіаційних) підрозділів розвідки, спостереження та цілевказівки (RSTA). 1-ша кавалерійська дивізія — єдина діюча дивізія в лавах армії Сполучених Штатів, що має позначення кавалерійської, і має штатний загін кінноти для церемоніальних функцій.

## Сучасна кавалерія

### Останні події
1-й драгунський полк був переформований під час В'єтнамської війни як 1-й ескадрон 1-го кавалерійського полку. Сьогоднішній 1/1-й кавалерійський підрозділ — це розвідувальний/штурмовий підрозділ, озброєний танками M1A1 Abrams і БРМ M3 Bradley.
Іншим сучасним підрозділом армії США, неофіційно відомим як 2-й драгунський, є 2-й кавалерійський полк, озброєний «Страйкерами». Цей підрозділ спочатку був організований у 1836 році як 2-й драгунський полк, поки у 1860 році він не був перейменований на 2-й кавалерійський полк, перетворившись у 1960-х роках на 2-й бронекавалерійський полк. Зараз полк має на озброєнні колісні бойові машини сімейства Stryker.
Кавалерія, як і будь-який інший військовий рід військ, має свої унікальні традиції та історію. Ці традиції включають зокрема орден Шпори. Шпори видаються солдатам кавалерії золотою відзнакою за проходження бойової служби та срібною за завершення того, що зазвичай називають «Шпорою». Кавалерійські традиції також включають: стетсон, стетсонські шнури, зелений вірш Скрипаля та орден Жовтої Троянди. Підрозділи в сучасній армії з бронею та кавалерійським позначенням прийняли чорний капелюх стетсон як неофіційний напівстройовий головний убір, нагадуючи про чорні повстяні передвиборчі капелюхи американського прикордонного фронтира. Штабний персонал кавалерійської дивізії досі носить коричневі повстяні стетсони.

## Відомі кавалеристи армії США
| - Джон Б'юфорд - Едгар Райс Барроуз - Адна Чаффі - Адна Чаффі-молодший - Баффало Білл | - Джордж Армстронг Кастер - Томас Кастер - Гаррі Чамберлін - Вільям Джозеф Донован - Стівен Карні | - Генрі Лі III - Роберт Едвард Лі - Джон Портер Лукас - Герберт Мак-Мастер - Веслі Мерріт | - Гаролд Ґ. Мур - Джордж Сміт Паттон - Джон Першинг - Теодор Рузвельт - Філіп Шерідан | - Джеб Стюарт - Лучіан Траскотт - Форрест Такер - Вільям Вашингтон |